# Disolución de la unión entre Suecia y Noruega
Se conoce como disolución de la unión entre Noruega y Suecia al proceso político que, durante 1905, llevó a la separación definitiva entre los Estados de Noruega y Suecia y, en consecuencia, a la transformación de Noruega en un Estado absolutamente soberano.
Este proceso se definió cuando el Parlamento noruego disolvió la unión existente entre ambos estados, luego de algunos meses de tensión y la existencia de un fundado temor a una posible confrontación bélica entre las dos naciones escandinavas vecinas. Previo a esta disolución parlamentaria, se produjeron negociaciones entre los dos gobiernos, que llevaron a que Suecia —el Estado que encabezaba las facultades soberanas de ambas naciones hasta ese momento, quedando Noruega, en consecuencia, vista hasta cierto punto como un estado dependiente— reconociese a Noruega como una monarquía constitucional independiente, lo cual ocurrió el 26 de octubre de ese año. Por medio de esa declaración y en esa fecha, el rey sueco Óscar II renunció a su reclamación al trono noruego en virtud de la unión personal de los reinos unidos, que había operado hasta ese momento desde 1814. Dicho evento fue rápidamente seguido por la ascensión al trono noruego, el 18 de noviembre de 1905, del príncipe Carl de Dinamarca, quien tomó el nombre de Haakon VII.

## Motivos
Las aspiraciones nacionalistas noruegas en 1814 se vieron frustradas por la victoria de Suecia en una breve pero decisiva guerra que dio lugar al ingreso de Noruega en una unión personal con Suecia. La constitución noruega permaneció en su mayoría intacta, permitiendo la existencia de un estado con elevados niveles de autodeterminación, contando en consecuencia Noruega con su propio Parlamento, Poder Judicial y Poder Ejecutivo. Las relaciones exteriores, sin embargo, fueron llevadas a cabo por el rey sueco a través del Ministerio de Relaciones Exteriores de Suecia. En un primer momento hubo en gran medida sentimientos de buena voluntad entre los dos pueblos, y los sucesivos reyes de Suecia trataron de actuar en interés de ambos reinos. 
Sin embargo, a lo largo de los años, surgieron divergencias entre el interés de ambas naciones, sobre todo entre el interés de sus respectivas clases altas. Los noruegos consideraron que sus pretensiones en política exterior estaban insuficientemente atendidas por el Ministerio de Relaciones Exteriores Sueco. El factor de crecimiento del conflicto fue el hecho que la economía de Noruega era más dependiente del comercio exterior y, por tanto, más sensible a las medidas proteccionistas que Suecia adoptaba para ambos reinos. Por ello, estando los productos de Noruega vinculados comercialmente al Reino Unido y Alemania, y no solo a Suecia como mercados de destino, se concluye que Noruega tenía mayores intereses fuera de la unión dual entre ambas monarquías. Especialmente, Noruega poseía intereses en otros puntos de Europa. Además, la política noruega es, cada vez más, dominada por las tendencias liberales que caracterizan el crecimiento del parlamentarismo, mientras que la política de Suecia tendía más hacia el conservadurismo, ejercerciendo el Rey una mayor discrecionalidad del poder político. 
Cuando el libre comercio entre los países se limitó en 1895 a través de la supresión de la Ley Interestatal (Mellomrikslovene), los motivos económicos para la continuación de la unión también se reducen.  El conflicto llegó a su apogeo durante el llamado "asunto consular", en que los sucesivos gobiernos de Noruega insistieron en que su Estado debía establecer sus propias oficinas consulares en el extranjero en lugar de confiar en los cónsules en común nombrados por el ministro de Asuntos Exteriores Sueco. Desde 1814 se designaba un equipo sueco para ocupar las posiciones ejecutivas del Ministro de Asuntos Exteriores Sueco-Noruego, común a ambas Coronas, por lo que el Gobierno Sueco y el Rey rechazaron esta insistencia Noruega a establecer su propia política exterior.Se presionaba desde Noruega para que el Rey de Suecia abdicara del trono Noruego. 
Si bien en Noruega el Partido Liberal (la predecesora de la actual Venstre) fue el pionero en una posición de intransigencia a través de la llamada política de puño, el Partido Conservador también llegó a adoptar una política firme en favor de al menos la independencia e igualdad dentro de la unión personal de ambas monarquías. Aunque ambas partes hicieron esfuerzos para resolver la cuestión mediante negociaciones, la opinión pública noruega tendiente hacia la independencia total era cada vez más arraigada. 
Tanto Suecia como Noruega aumentaron los gastos militares. En especial Noruega modernizó la frontera común, construyendo fuertes en Kongsvinger y Fredriksten.

## Preludio a la disolución
A principios de 1905, Christian Michelsen formó un gobierno de coalición compuesto por liberales y conservadores, cuyo único objetivo era establecer un cuerpo noruego de cónsules independientes de los suecos. La ley fue aprobada por el parlamento noruego. Como era de esperar y, probablemente, como estaba previsto, el rey Óscar II se negó a aceptar las disposiciones legales, y el gobierno Michelsen renunció a su cargo. Una crisis constitucional estalló el 7 de junio de 1905 cuando el rey se declaró a sí mismo incapaz de formar un gabinete en las actuales circunstancias. Noruega considera el 7 de junio la fecha de la independencia. El texto de la declaración fue notablemente unánime, en especial por la declaración de disolución de la cláusula principal:

Dado que todos los miembros del gabinete han dimitido de sus cargos; desde que Su Majestad el Rey ha declarado su incapacidad de obtener para el país un nuevo gobierno, y desde que la monarquía constitucional ha dejado de existir, el Storting autoriza el gabinete que renunció hoy a ejercer los poderes del Rey, de conformidad con la Constitución de Noruega y las leyes pertinentes - con las enmiendas requeridas por la disolución de la unión con Suecia, como consecuencia del hecho de que el Rey de Suecia ya no ejerce como Monarca Noruego.

La reacción inicial a esta declaración fue considerarla en Suecia como un acto de rebeldía. Entonces el Gobierno Sueco inicia una apertura hacia un final negociado, insistiendo, en especial, en la necesidad de la convocatoria de un plebiscito en Noruega. 
El plebiscito se celebró el 13 de agosto y dio lugar a una abrumadora mayoría, de 368.208 votos (99,95%) a favor de la disolución contra 184 (0,05%), en contra. El Gobierno Sueco dispuso que renonocería el plebiscito si el 85 por ciento de los hombres de Noruega emitía voto. El sufragio universal en Suecia no se amplió a las mujeres hasta 1.913, pero los movimientos feministas noruegos recogieron más de 200.000 firmas de mujeres a favor de la disolución.- 
El explorador polar Fridtjof Nansen pensó en gran medida en disolver la unión y viajó al Reino Unido, donde buscó con éxito el apoyo británico para el movimiento independentista noruego.

## Las negociaciones en Karlstad
El 31 de agosto, delegados de Noruega y Suecia se reunieron en la ciudad sueca de Karlstad a fin de negociar los términos de la disolución. A pesar de que muchos extremistas de Suecia estaban a favor de un enfoque de línea dura a la cuestión, los historiadores han descubierto que el Rey sueco había decidido desde el principio que sería mejor perder la unión que arriesgarse a una guerra con Noruega. El abrumador apoyo público entre los noruegos hacia la independencia había convencido a las grandes potencias europeas de que el movimiento de independencia era legítimo, Suecia temía ser aislada del contexto internacional y presionada por las potencias.-
Aun cuando las negociaciones fueron positivas, las fuerzas militares de los dos países fueron desplegadas en silencio a ambos lados de la frontera, aunque separadas por dos kilómetros. La opinión pública entre la izquierda noruega estaba a favor de una guerra de independencia en caso de ser necesario, incluso contra la superioridad numérica militar de Suecia.
El 23 de septiembre, se cierran las negociaciones. El 9 de octubre el parlamento noruego votó a favor de aceptar los términos de la disolución; el 13 de octubre el parlamento sueco siguió su ejemplo. Aunque Noruega se declaró independiente el 7 de junio, Suecia reconoció formalmente la independencia de Noruega el 26 de octubre, cuando Oscar II renunció en su nombre y en el de cualquiera de sus descendientes, al derecho al trono noruego.

## La elección de un rey noruego
El 12 y 13 de noviembre, en el segundo plebiscito constitucional en tres meses, los votantes noruegos decidieron por casi un 79 por ciento (259.563 votos contra 69.264) en favor de una monarquía como forma de gobierno, en lugar de la republicana. Incluso muchos ciudadanos de tendencia republicana, votaron a favor de una monarquía, pues se pensaba que ayudaría a la nueva nación independiente a ganar legitimidad entre las monarquías europeas. Ello explica la marcada diferencia electoral en el resultado de la votación.-
En su resolución del 7 de junio, el Storting había pedido al Rey Oscar II que permitiera que uno de sus hijos más jóvenes evaluase si asumía el trono noruego. Esta oferta fue formalmente rechazada por el Rey cuando él renunció a su reclamación el 26 de octubre. Sin embargo, la decisión del Rey se había previsto meses atrás, por lo que ya durante el verano una delegación de Noruega se acercó al príncipe Carlos de Dinamarca, de 33 años de edad en ese momento, segundo hijo del príncipe heredero Federico de Dinamarca. El parlamento noruego consideró la posibilidad de otros candidatos, pero finalmente optó por el príncipe Carl, en parte porque él ya tenía un hijo que continuara la línea de sucesión, pero sobre todo por los lazos diplomáticos que brindaría, por estar Carlos casado con Maud de Gales, la hija del rey Eduardo VII del Reino Unido. Al tener un rey con lazos con la Realeza Británica, se esperaba la influencia positiva de esa poderosa potencia a fines de consolidar la independencia.-
El príncipe Carlos impresionó a la delegación de muchas maneras, debido a su sensibilidad hacia los liberales y hacia los movimientos democráticos que llevaron a la independencia de Noruega. A pesar de que la Constitución noruega estipula que el Parlamento podría elegir un nuevo rey, estando el trono vacante ante la renuncia del monarca sueco que precipitó la separación de ambas Coronas y por lo tanto la independencia, Carlos era consciente de que muchos noruegos - entre ellos líderes políticos y oficiales militares de alto rango - se encontraban a favor de una forma republicana de gobierno. Los intentos de persuadir al príncipe para aceptar el trono sobre la base de la elección del Parlamento no prosperaron; Carlos insistió en que él aceptaría la Corona sólo si el pueblo noruego expresaba su voluntad en favor de la monarquía por referéndum, además de la elección de su persona como Rey. 
Tras el plebiscito de noviembre en el que triunfó la consigna afirmativa titulada en la boleta electoral como "deseo de una monarquía", el parlamento, por una mayoría abrumadora, ofreció a Carlos el trono noruego el día 18 de noviembre, y el príncipe aceptó la misma noche, y eligió como nombre de Rey el de Haakon, una denominación tradicional utilizada en el pasado por los Reyes de Noruega. El último rey con dicho nombre fue Haakon VI, que murió en el año 1380.- 
El nuevo rey, por lo tanto, se convirtió en Haakon VII, rey de Noruega. Su hijo Alejandro, de dos años de edad en 1905, se convirtió en el futuro heredero del nuevo trono, pasando entonces a ser su nombre y título nobiliario el de Príncipe Heredero Olav. La nueva familia real llegó a la capital Cristianía (Oslo más tarde) el 25 de noviembre. Haakon VII juró como rey de Noruega el 27 de noviembre.-

## Importancia de los eventos de 1905
En muchos sentidos, los acontecimientos de 1905 fueron una secuela de los intentos frustrados de Independencia de 1814, pero hubo algunas diferencias importantes: 
- Considerando que el movimiento independentista de 1814, en gran parte, fue impulsado por el oportunismo político de la elite nacional noruega, el movimiento de 1905, por el contrario, fue el resultado de tendencias políticas en gran parte impulsadas por funcionarios electos con un apoyo popular masivo.-
- En 1905, Hay una voluntad mayoritaria en toda Escandinavia de no poner a Noruega como un trofeo territorial de guerra.-
- En 1905, Noruega poseía muchas de las instituciones e infraestructura propias de un Estado soberano e independiente.
- En 1905, el concierto diplomático de naciones europeas era más proclive a la independencia noruega que en 1814.-

Se ha hablado mucho de la supremacía de la diplomacia para evitar la guerra entre Suecia y Noruega en 1905. En caso de haber llegado a la guerra, la voluntad del pueblo noruego de sostener dicha beligerancia era mucho más fuerte que en el caso de los suecos, demostrándose que la vocación soberanista noruega era profunda y genuina, pero estudiosos de ambas naciones han reconocido que por su proximidad geográfica, a largo plazo, la hostilidad habría sido insostenible, bajo cualquier circunstancia, generando demasiados perjuicios a ambos países. 
La relación entre los dos países, es, en realidad, la de una estrecha amistad, propia de dos países hermanados geográficamente, y por el contexto étnico, histórico y cultural escandinavo.-
Muchos documentos en relación con los acontecimientos de 1905 fueron destruidos durante y después de esa época. Algunos historiadores recientemente especulan que los intereses extranjeros desempeñaron un papel más fuerte de lo que anteriormente se había supuesto. En particular, Gran Bretaña, que habría influido en la disolución con el fin de reducir la influencia alemana en el ámbito del Mar del Norte, donde podría ocurrir el epicentro naval de una guerra internacional entre potencias, y como efectivamente lo fue más adelante, durante la Primera Guerra Mundial. El extenso frente marítimo noruego sobre el Atlántico, y en partigular sus puertos del sudoeste, directamente en contacto con el Mar del Norte, habrían sido bases importantes para Alemania en dicho contexto. Alemania era por aquel entonces aliada de Suecia, y de allí el interés británico en la Independencia Noruega. Efectivamente, Noruega, una vez independiente, quedó de inmediato dentro de la esfera de influencia británica, a pesar de que la influencia alemana sobre Suecia no se extendió mucho más, y no llegó a surtir efectos durante la Primera Guerra Mundial, por lo que no es posible determinar si el alejamiento de Suecia hacia Alemania fue, justamente, con motivo de la independencia noruega, o si, en caso de no haber ocurrido dicha independencia, tampoco es posible determinar si esa influencia alemana, en caso de haber continuado, si hubiese podido aprovechar durante la Guerra los Puertos Noruegos.